# آنکونا
آنکونا (به ایتالیایی: Ancona)، مرکز استان مارکه در ایتالیا است. آنکونا یکی از بنادر اصلی دریای آدریاتیک و مرکز اصلی اقتصادی و جمعیت‌شناسی منطقه است.

## جغرافیا

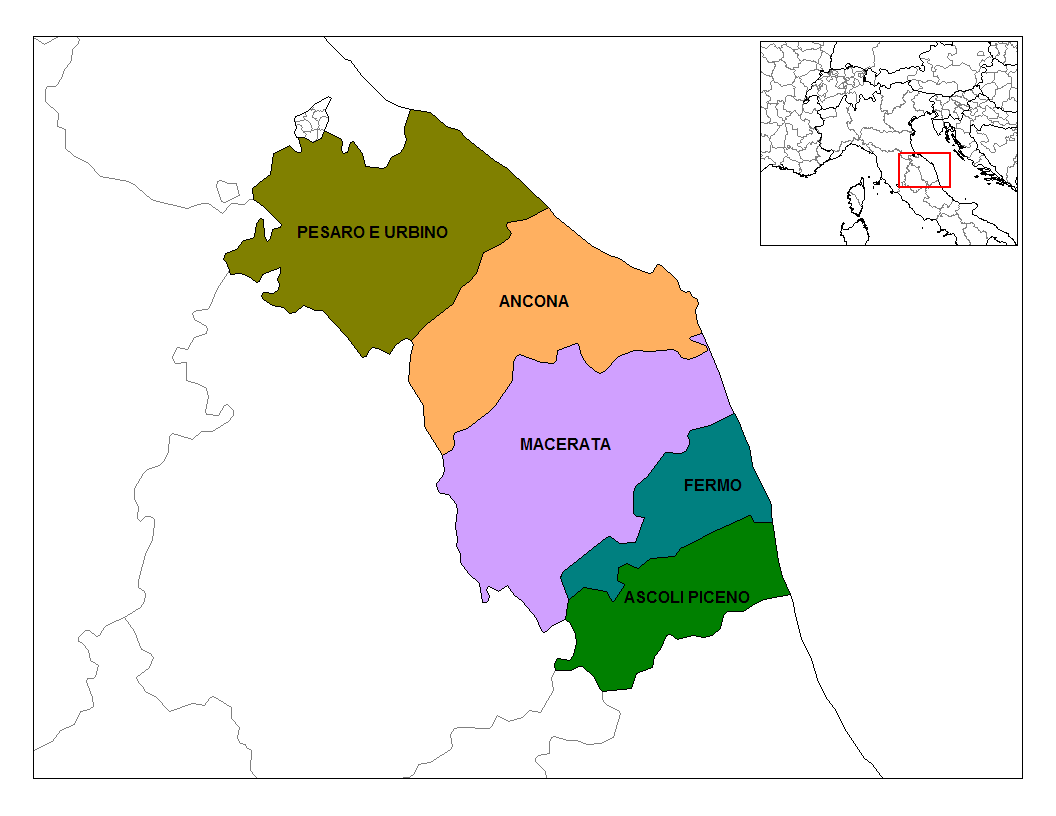

این شهر بندری به خطوط راه‌آهن ایتالیا متصل است و چندین بزرگراه نیز از این شهر می‌گذرند.
ساحل این شهر به دریای آدریاتیک راه دارد.

## نگارخانه

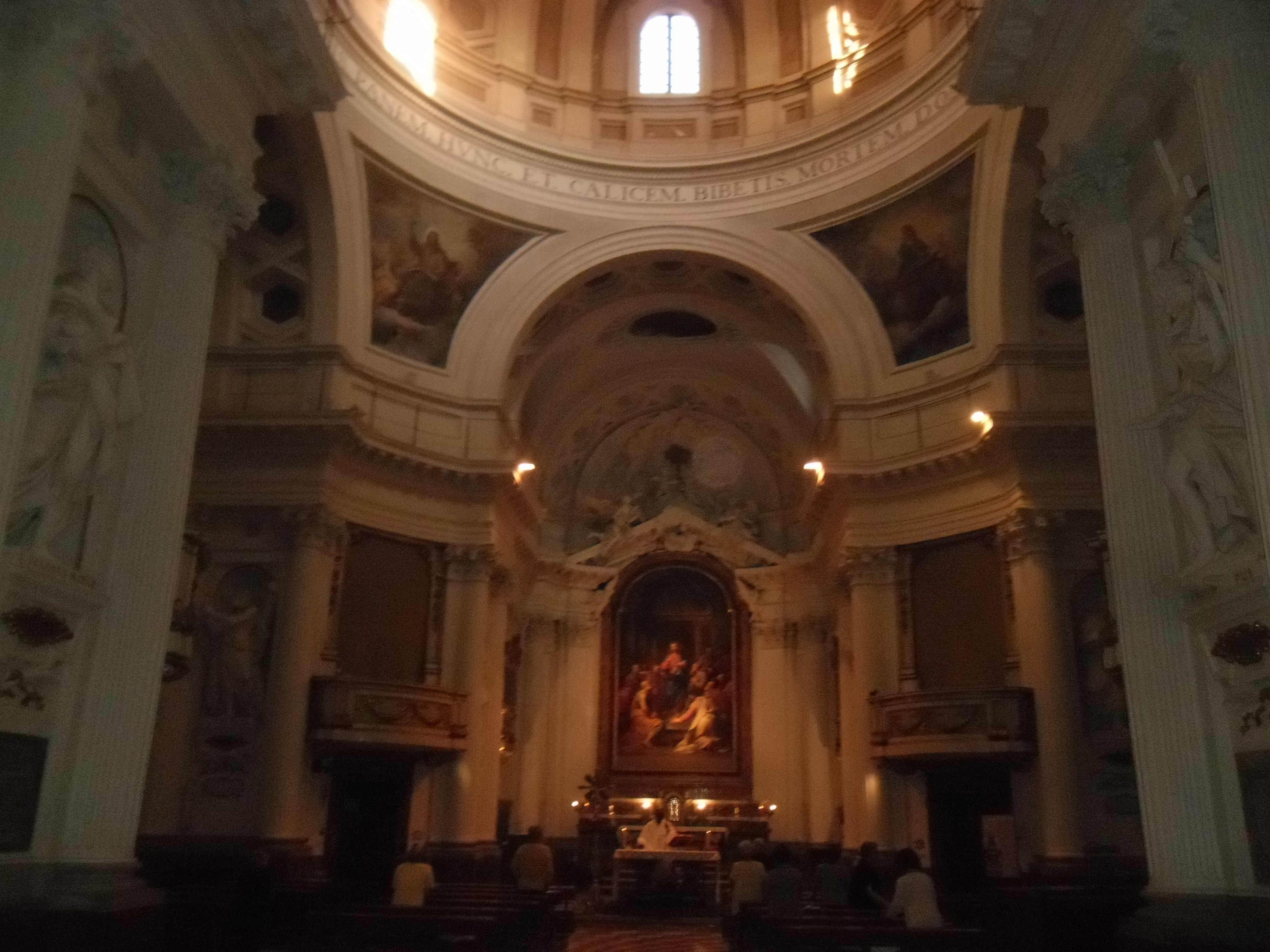
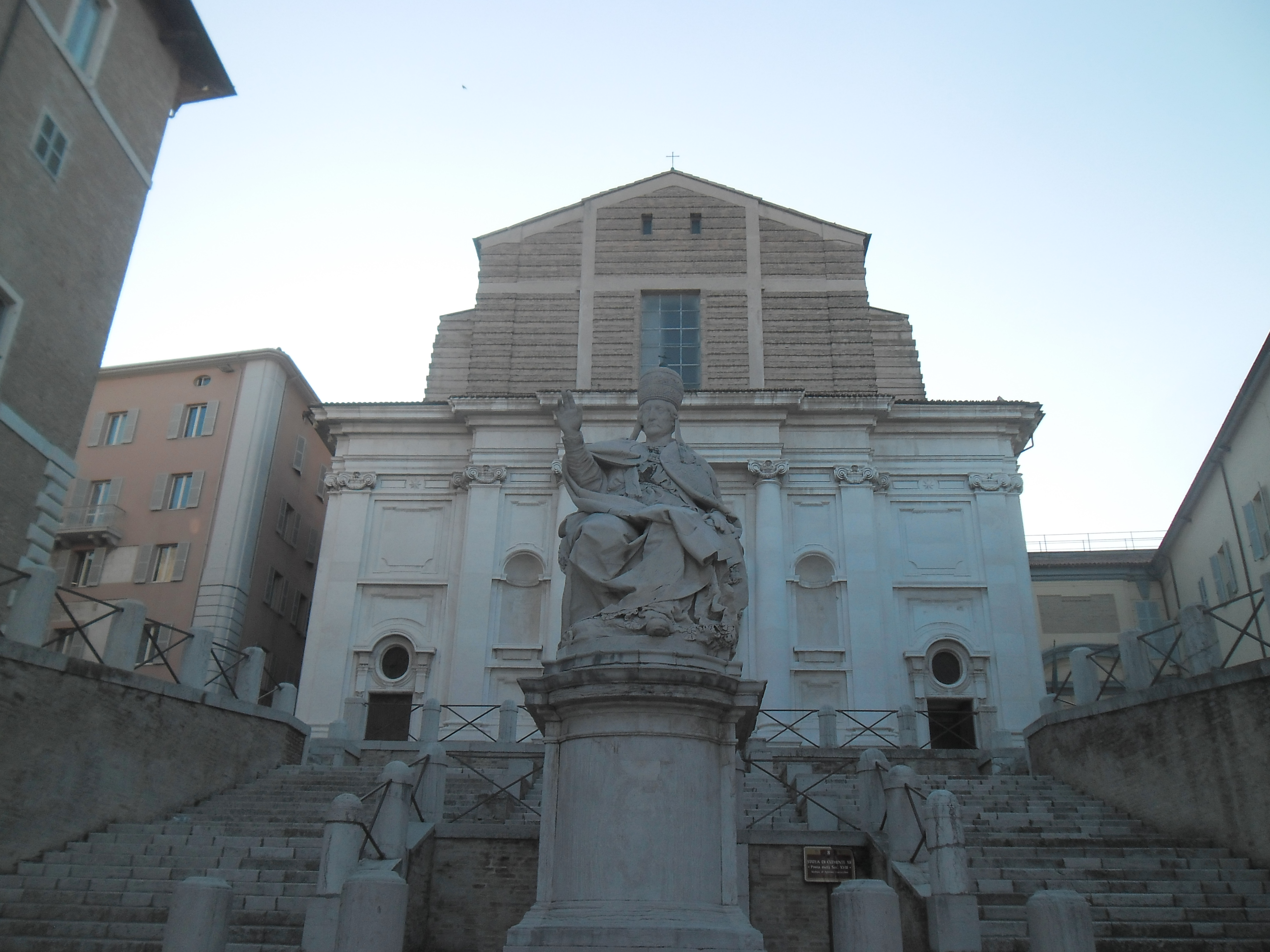
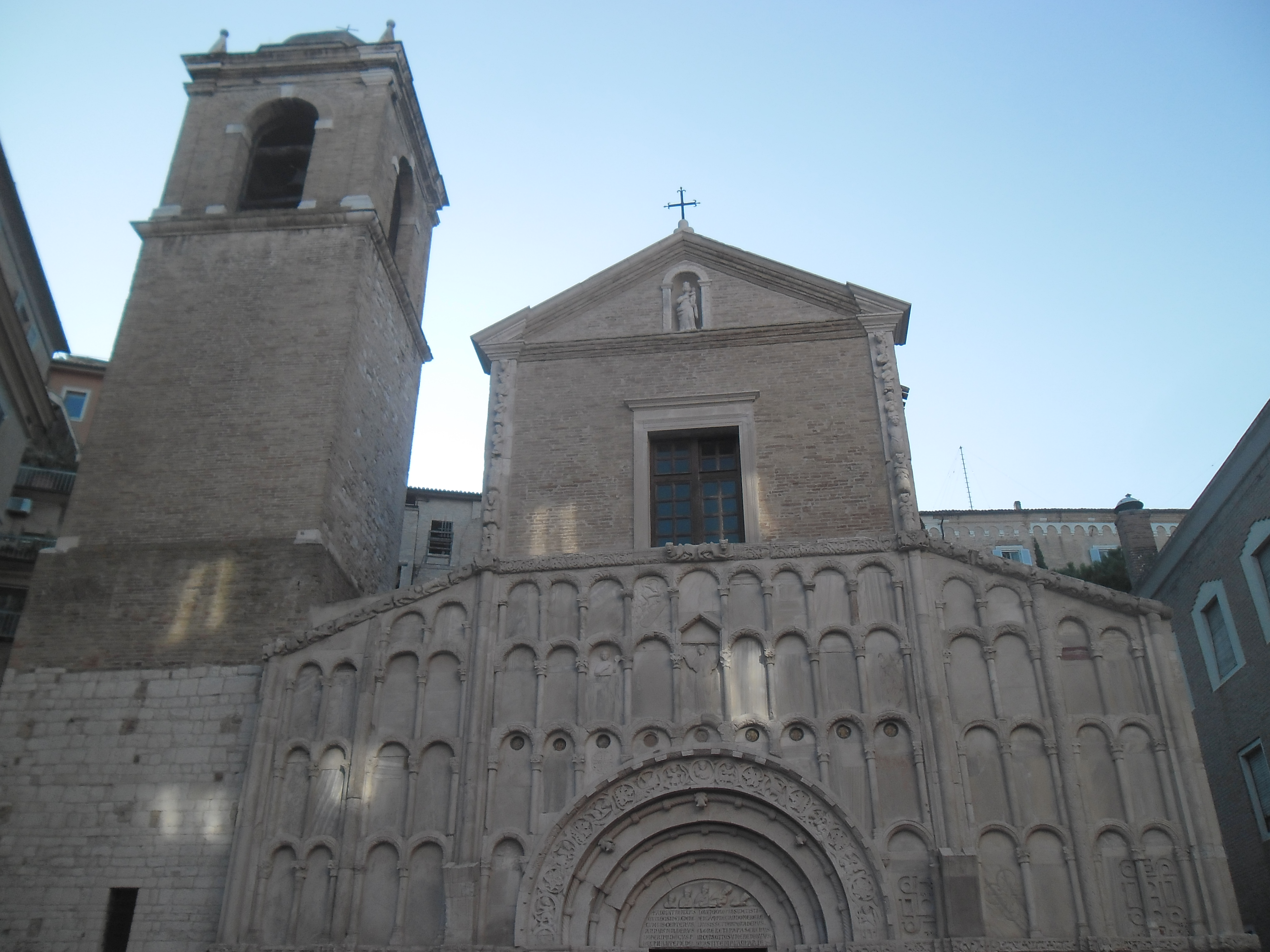
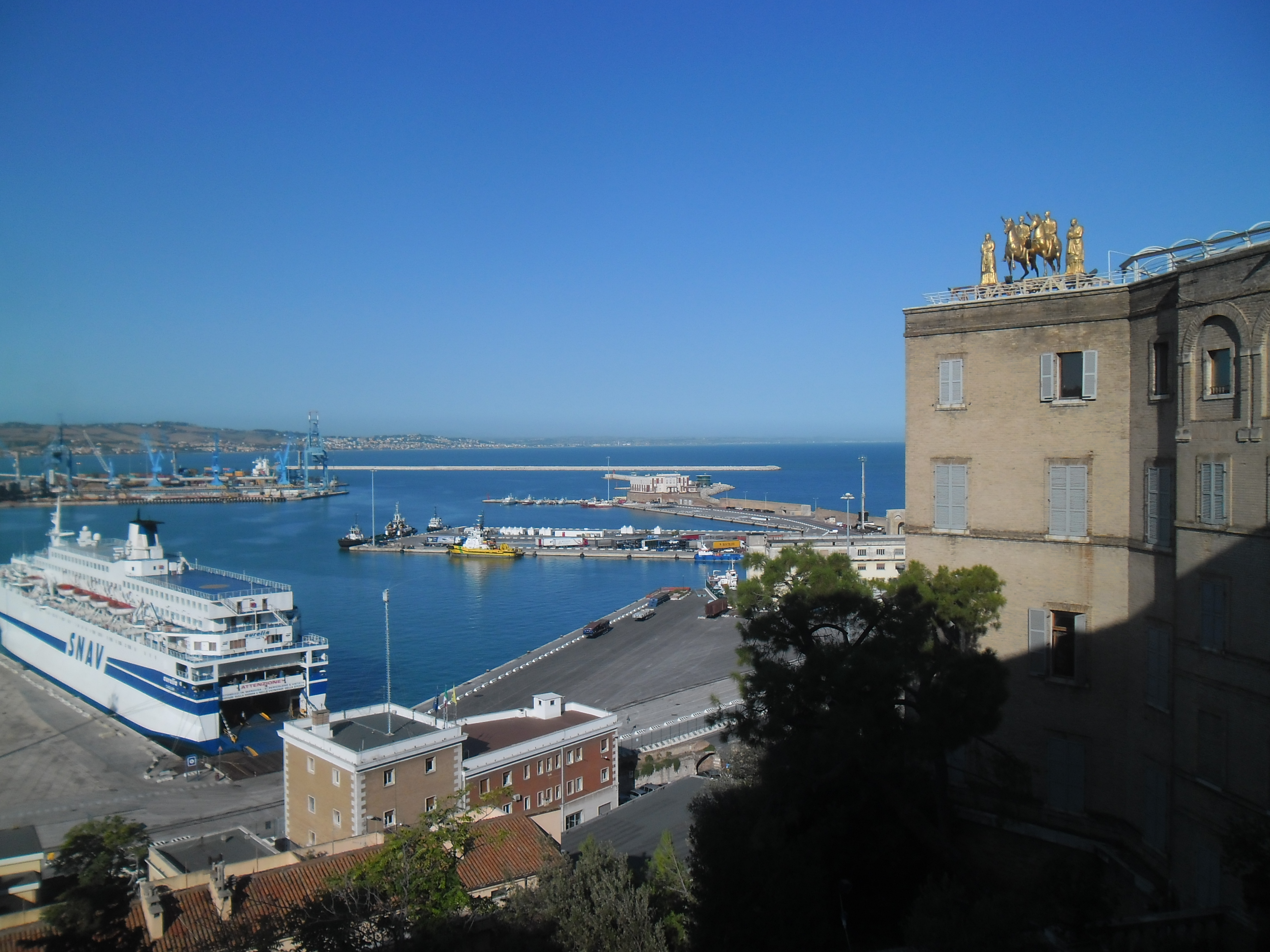
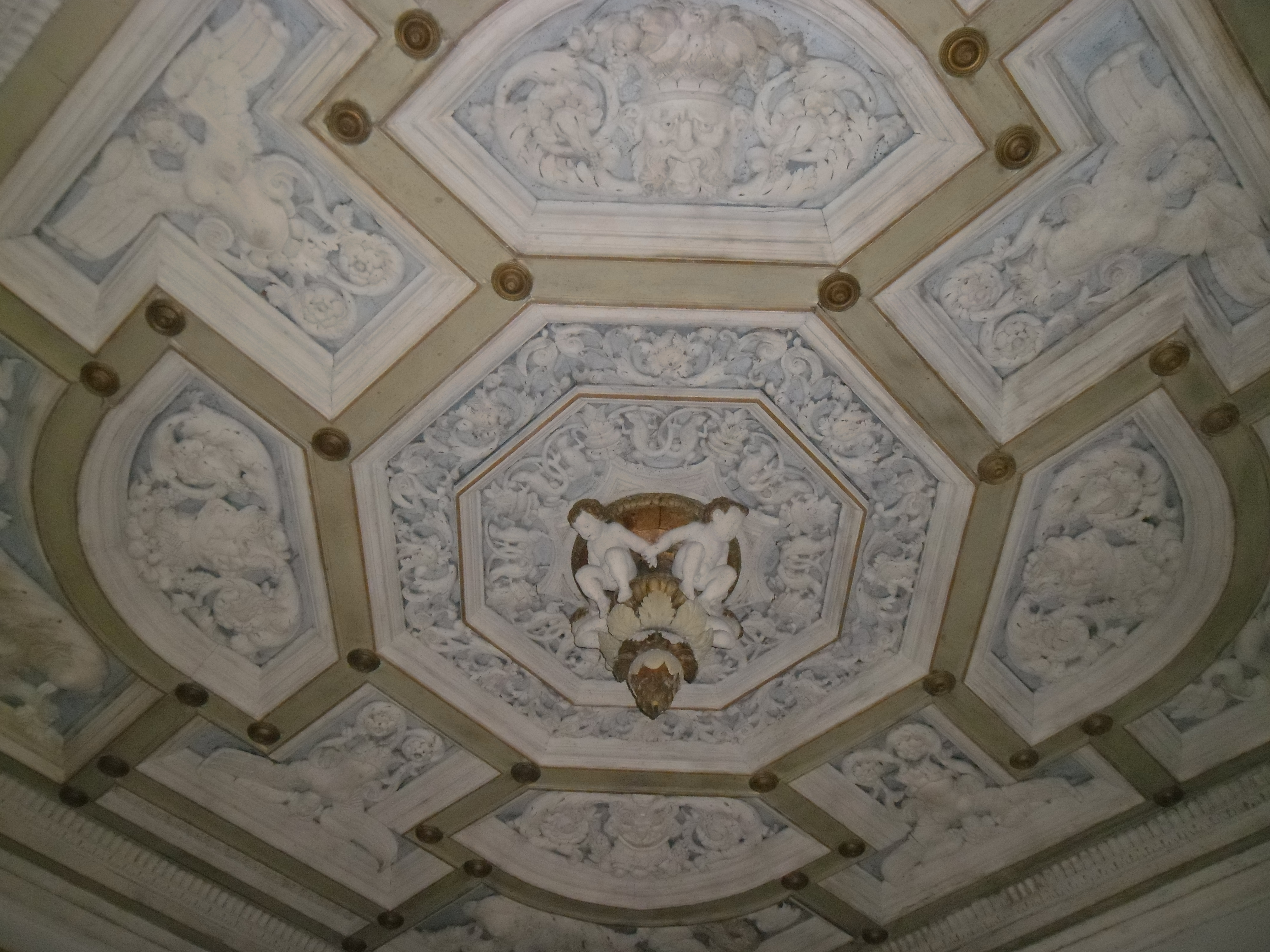
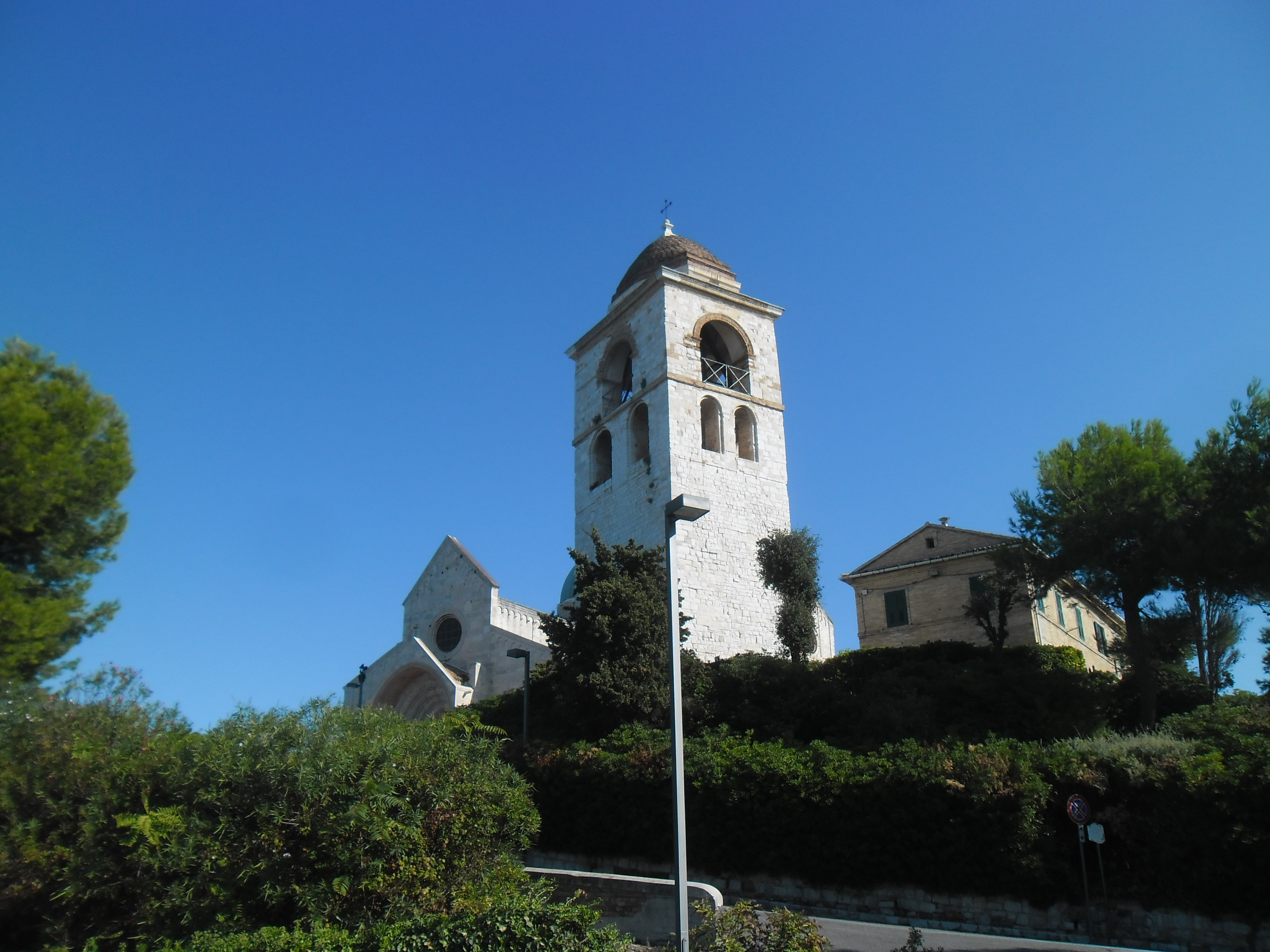
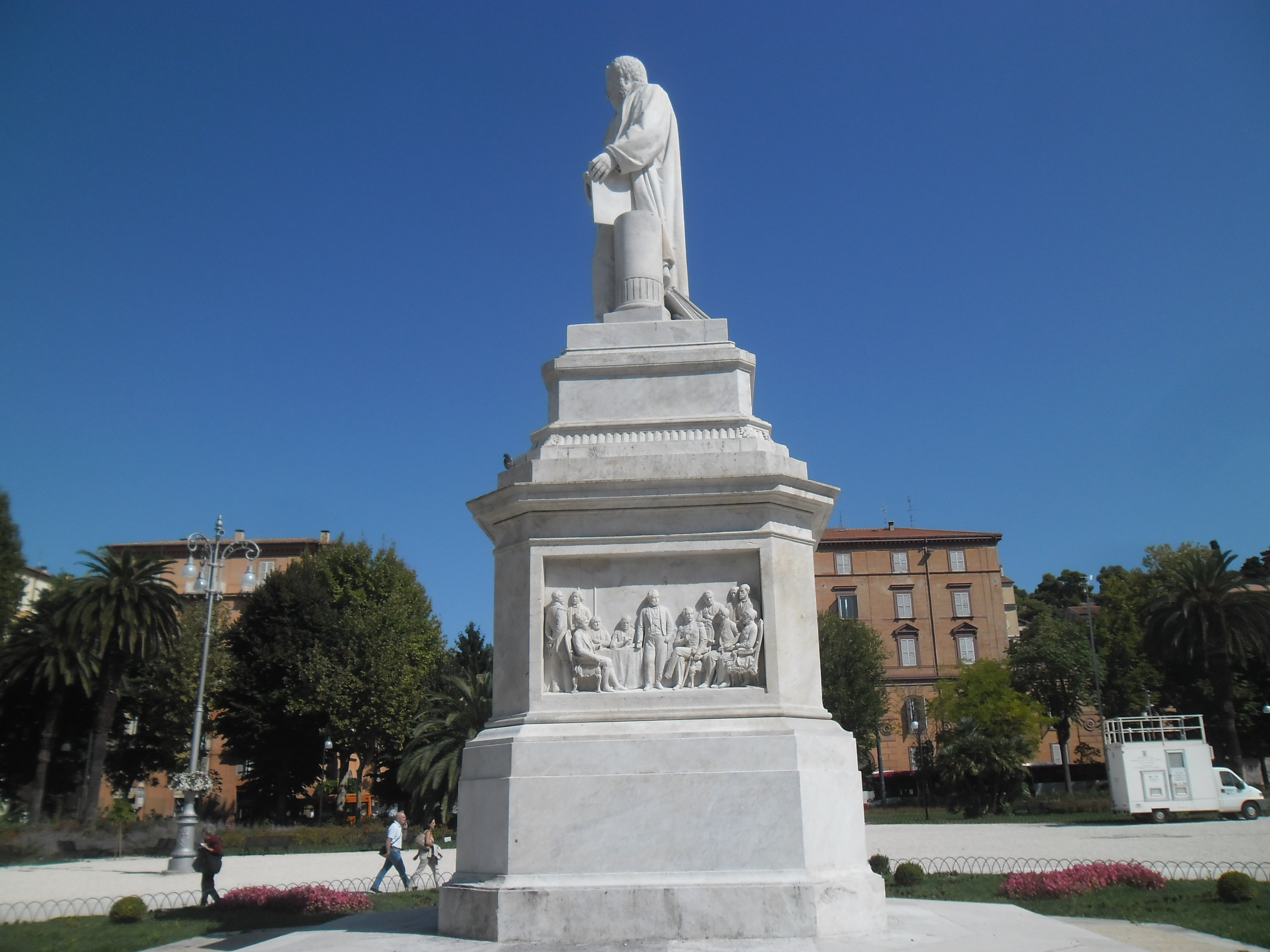
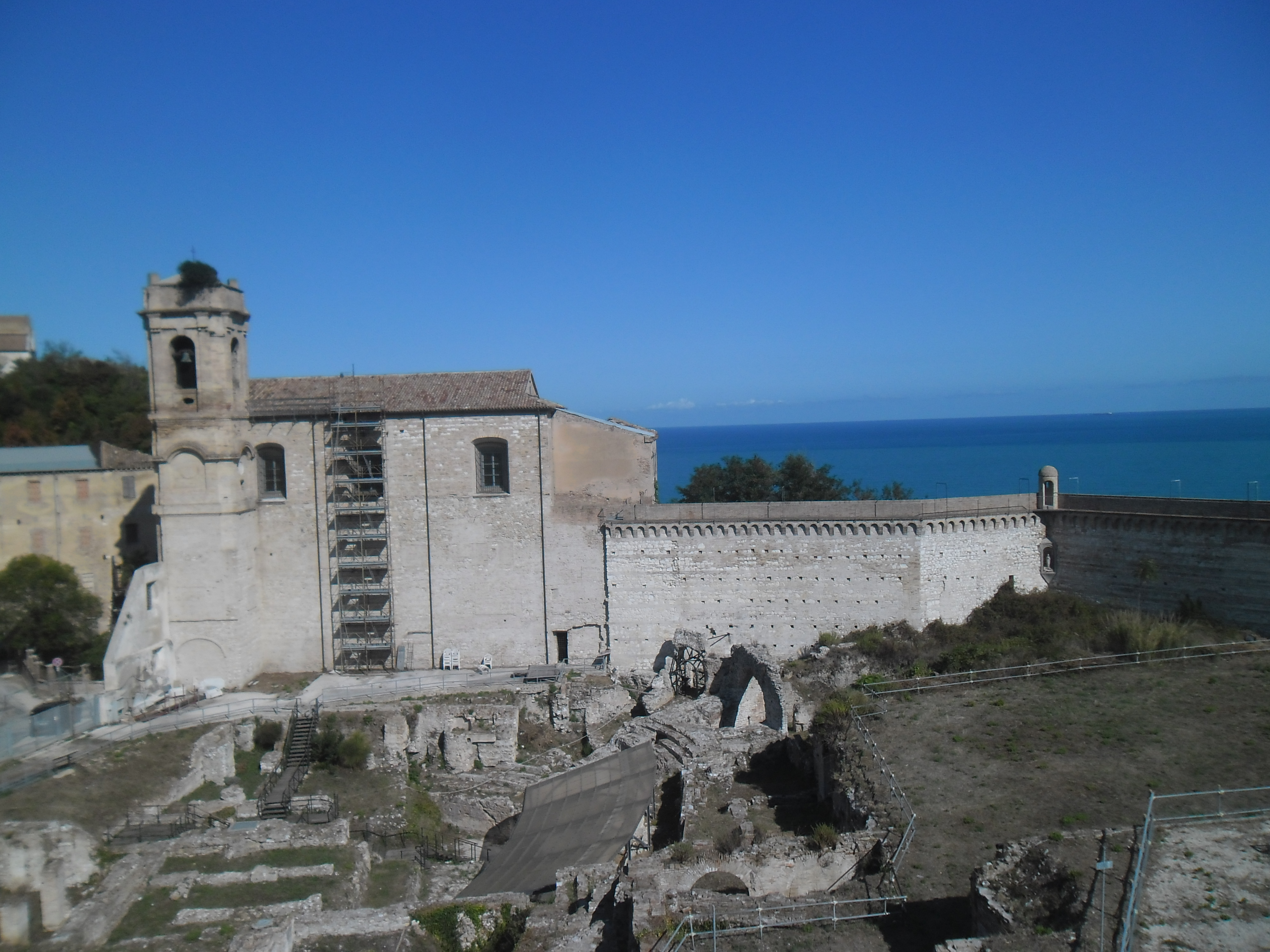
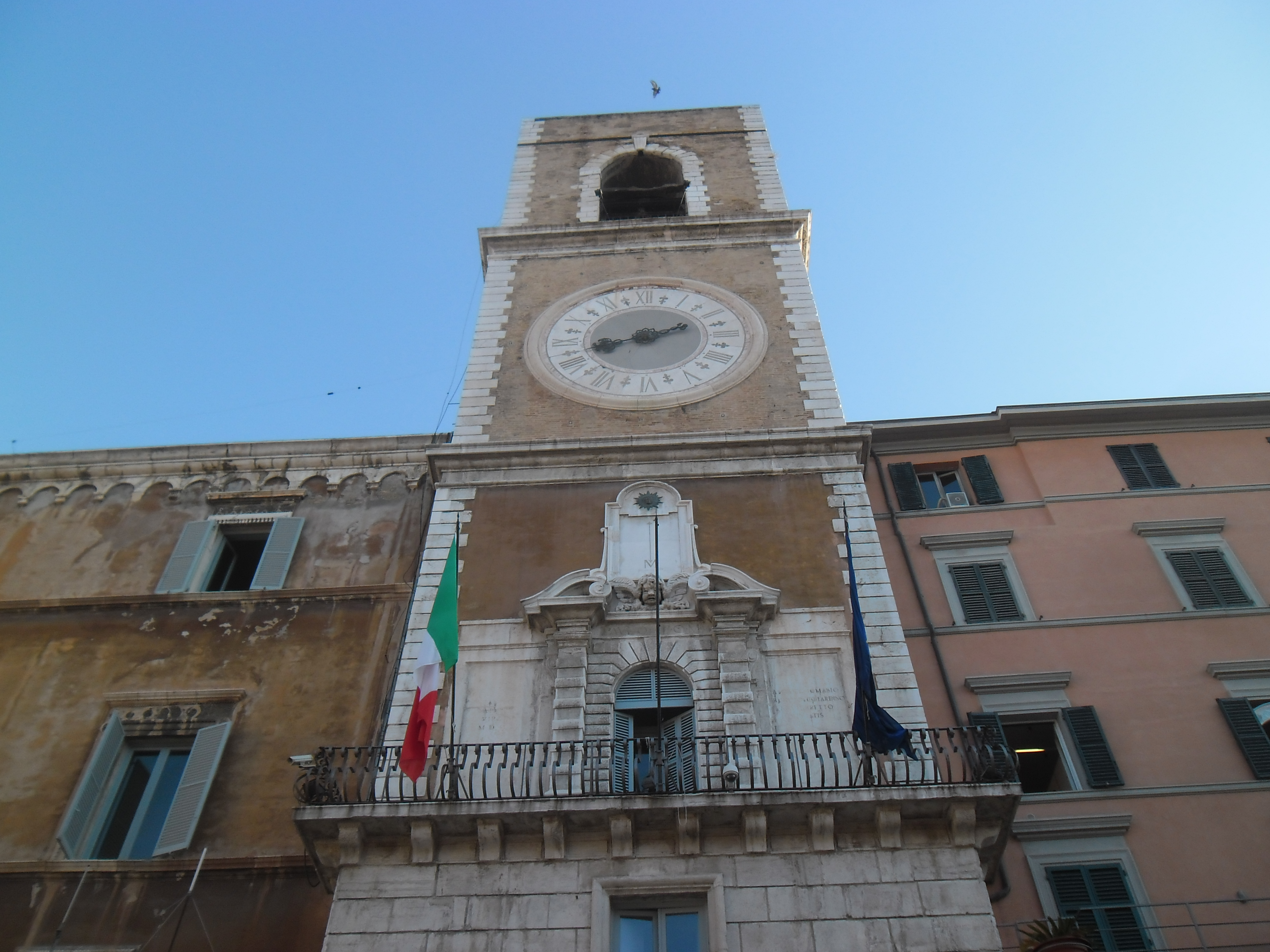
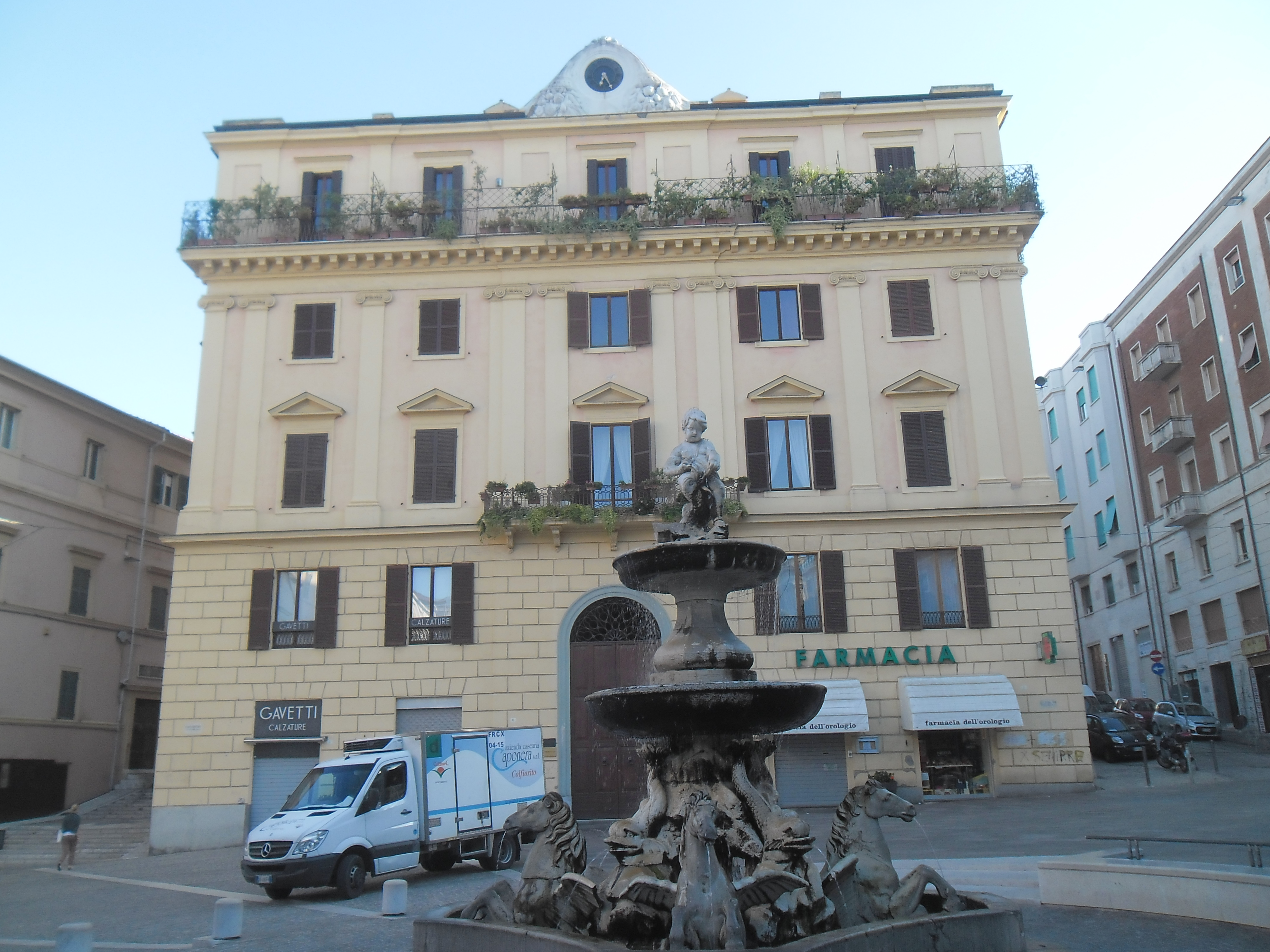
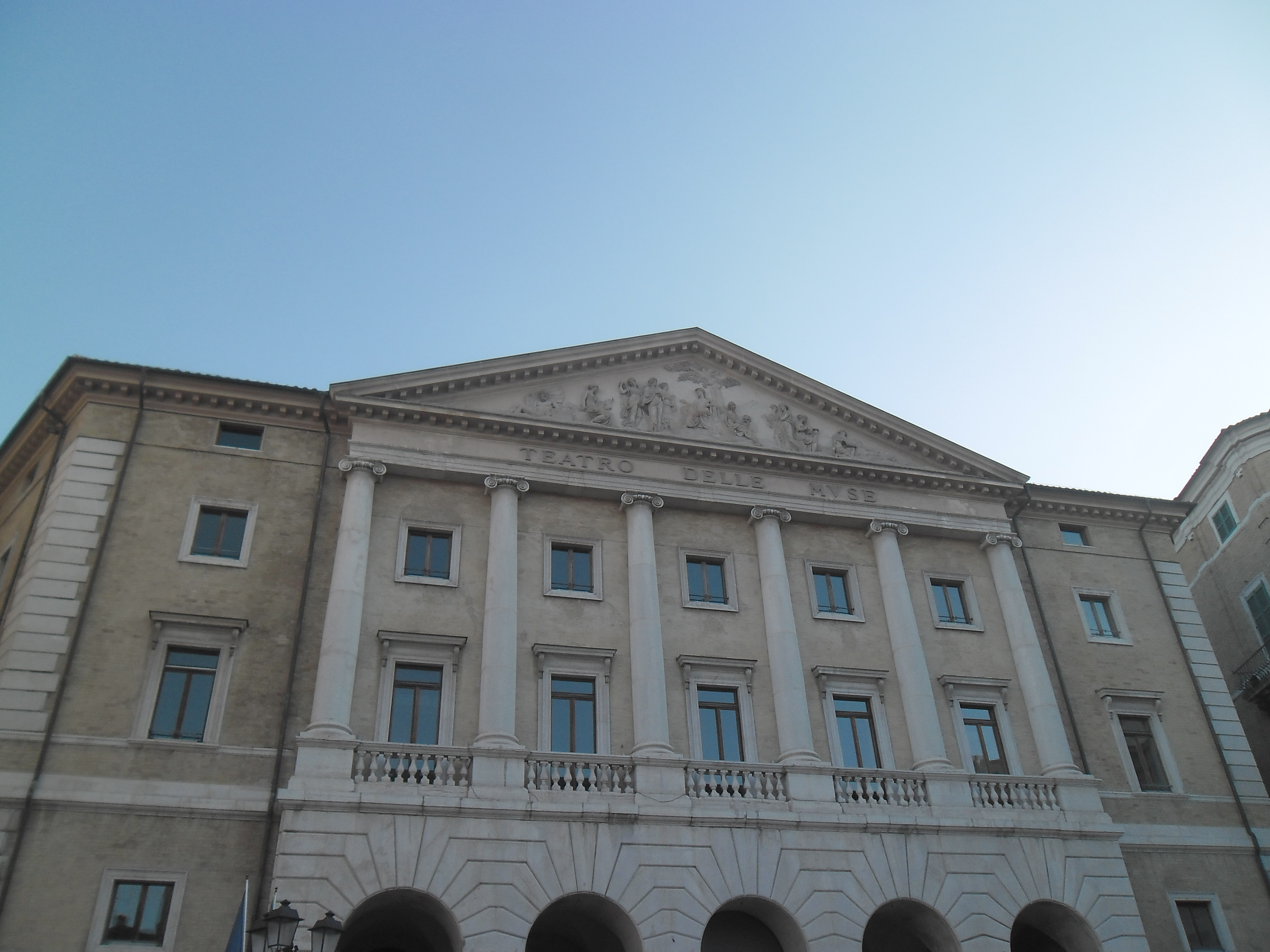
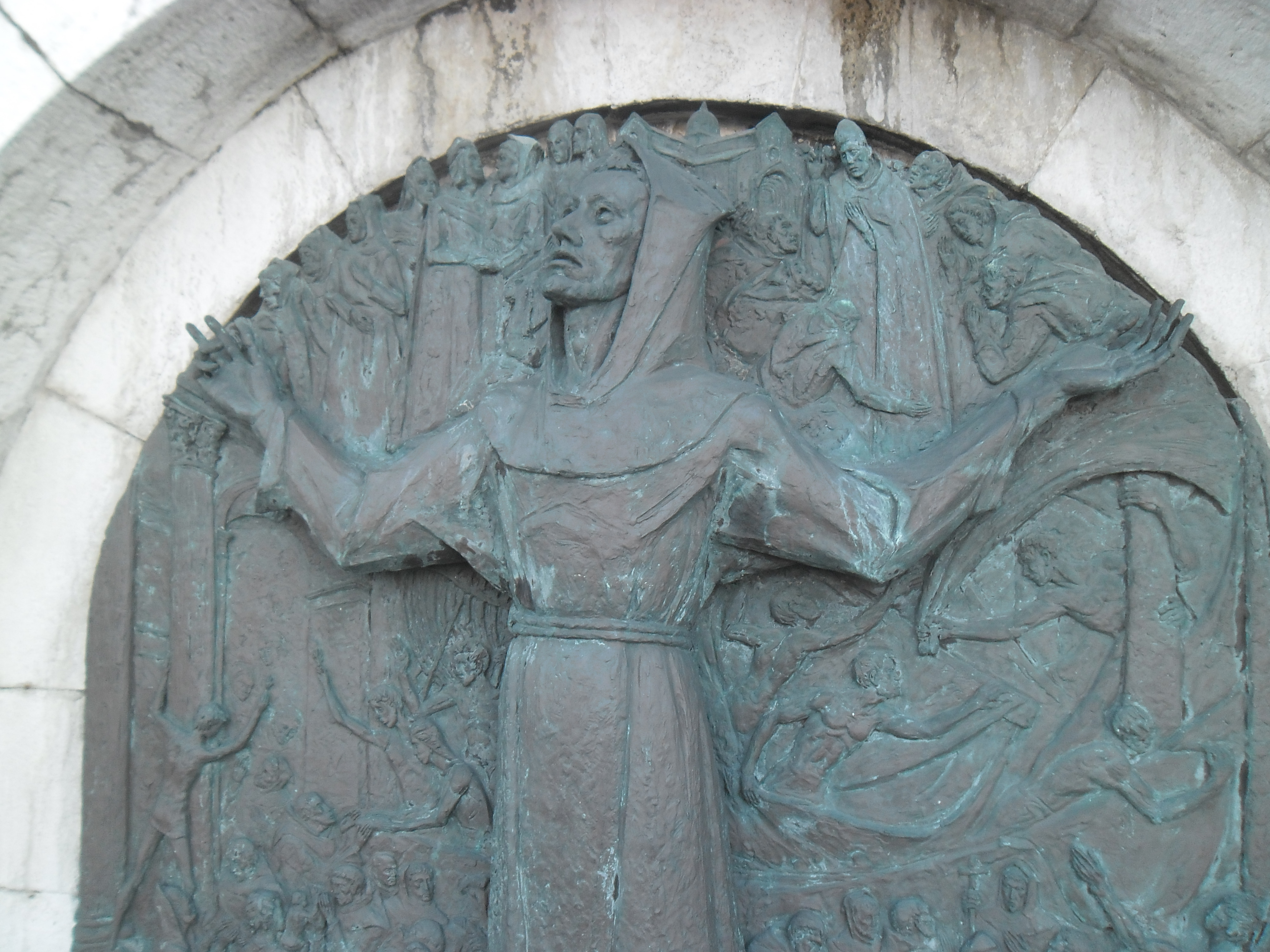
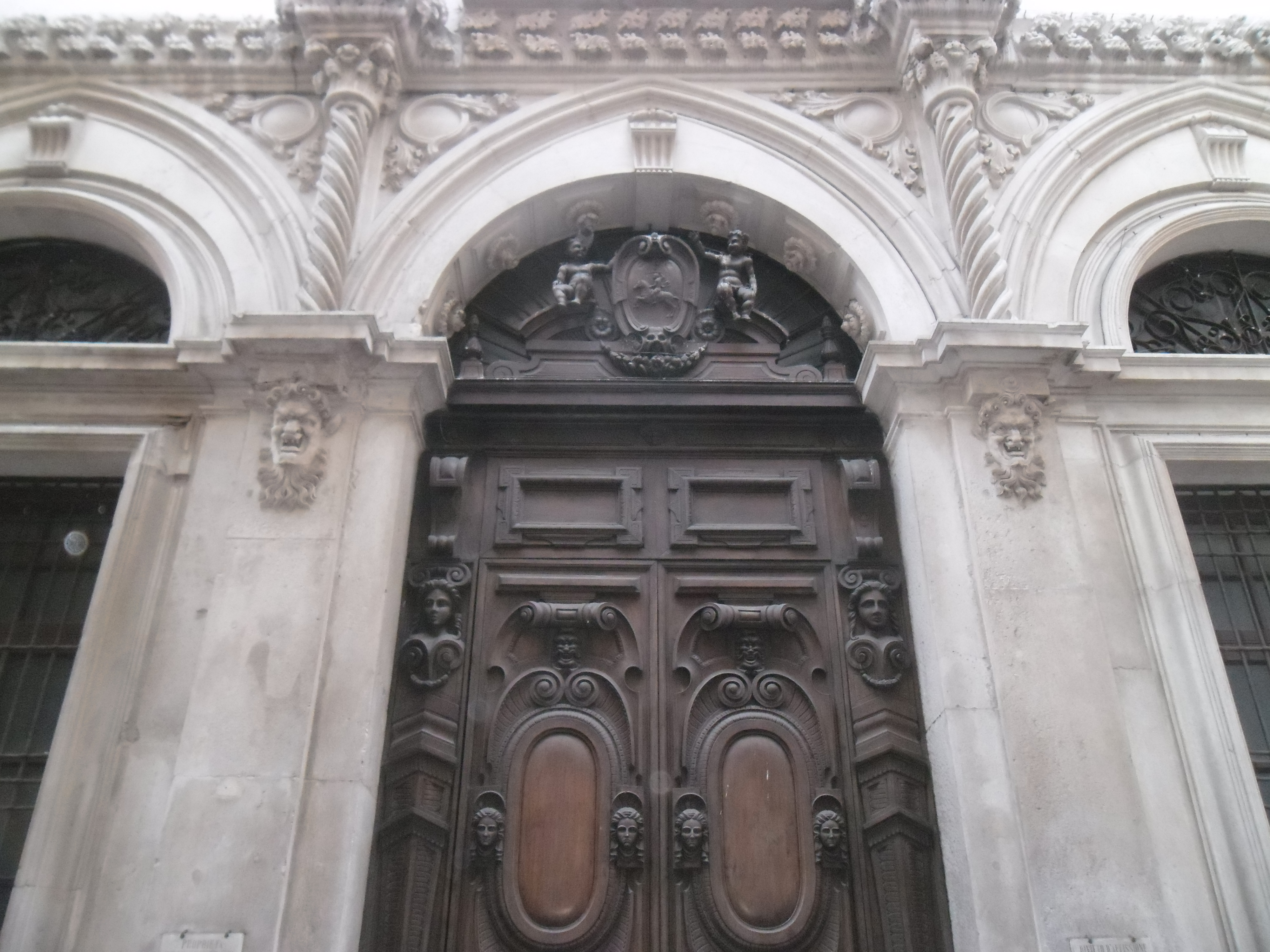
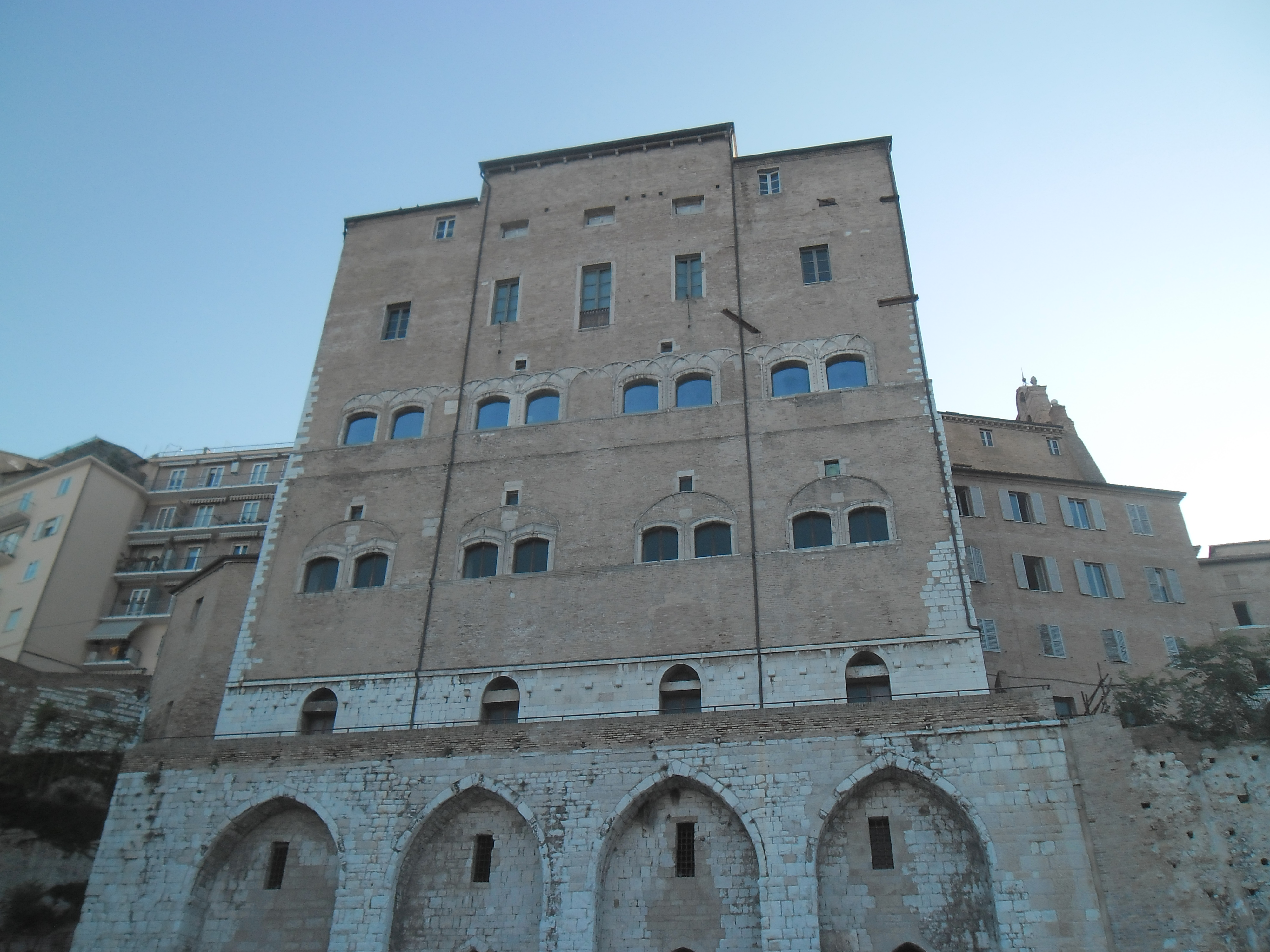